# Izabela Smolikowska
Izabela Smolikowska h. Prus (ur. 1834, zm. 30 września 1909 w Warszawie) – działaczka oświatowa, założycielka pensji żeńskiej w Warszawie.

## Życiorys

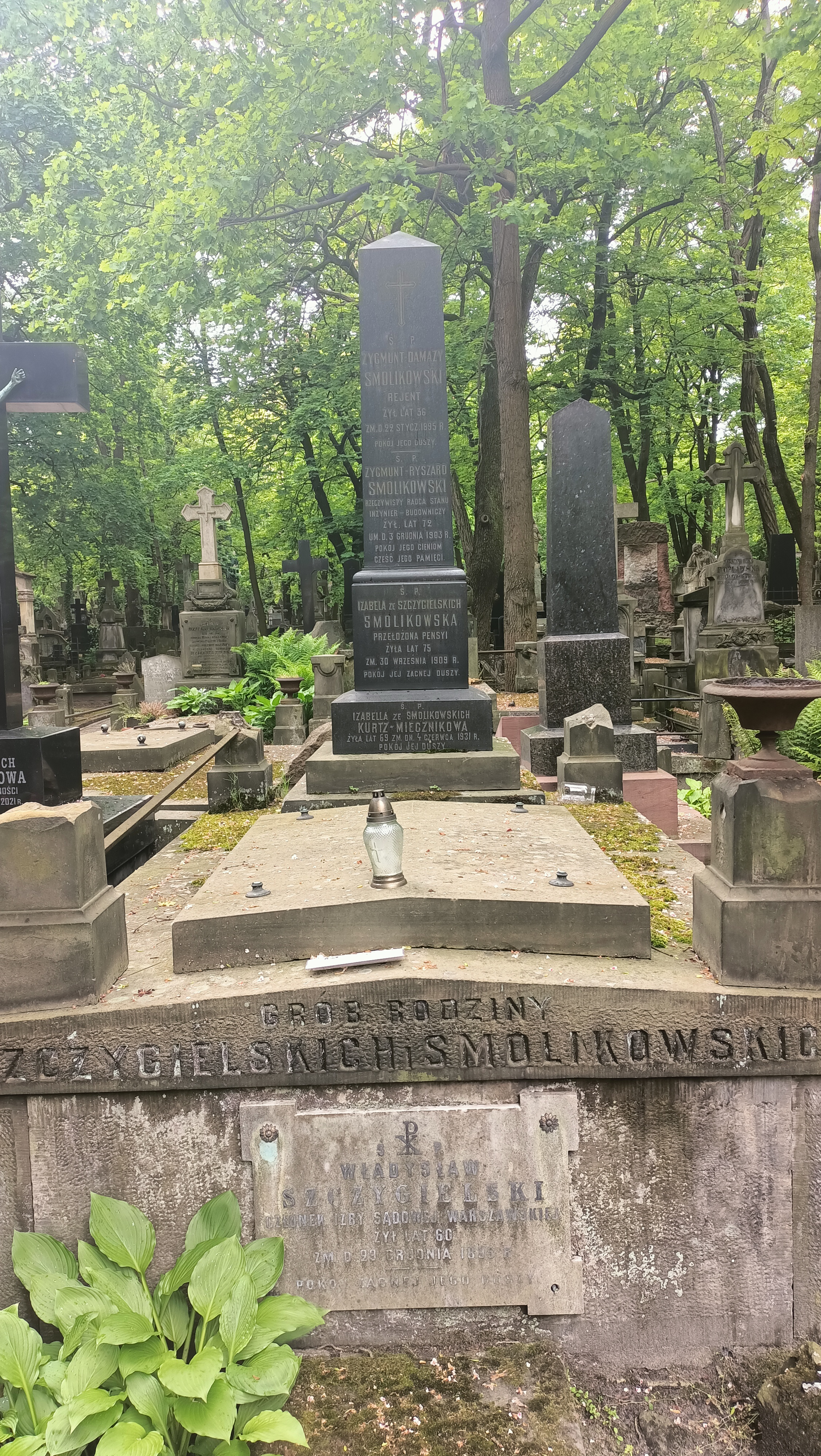
Grób Izabeli Smolikowskiej

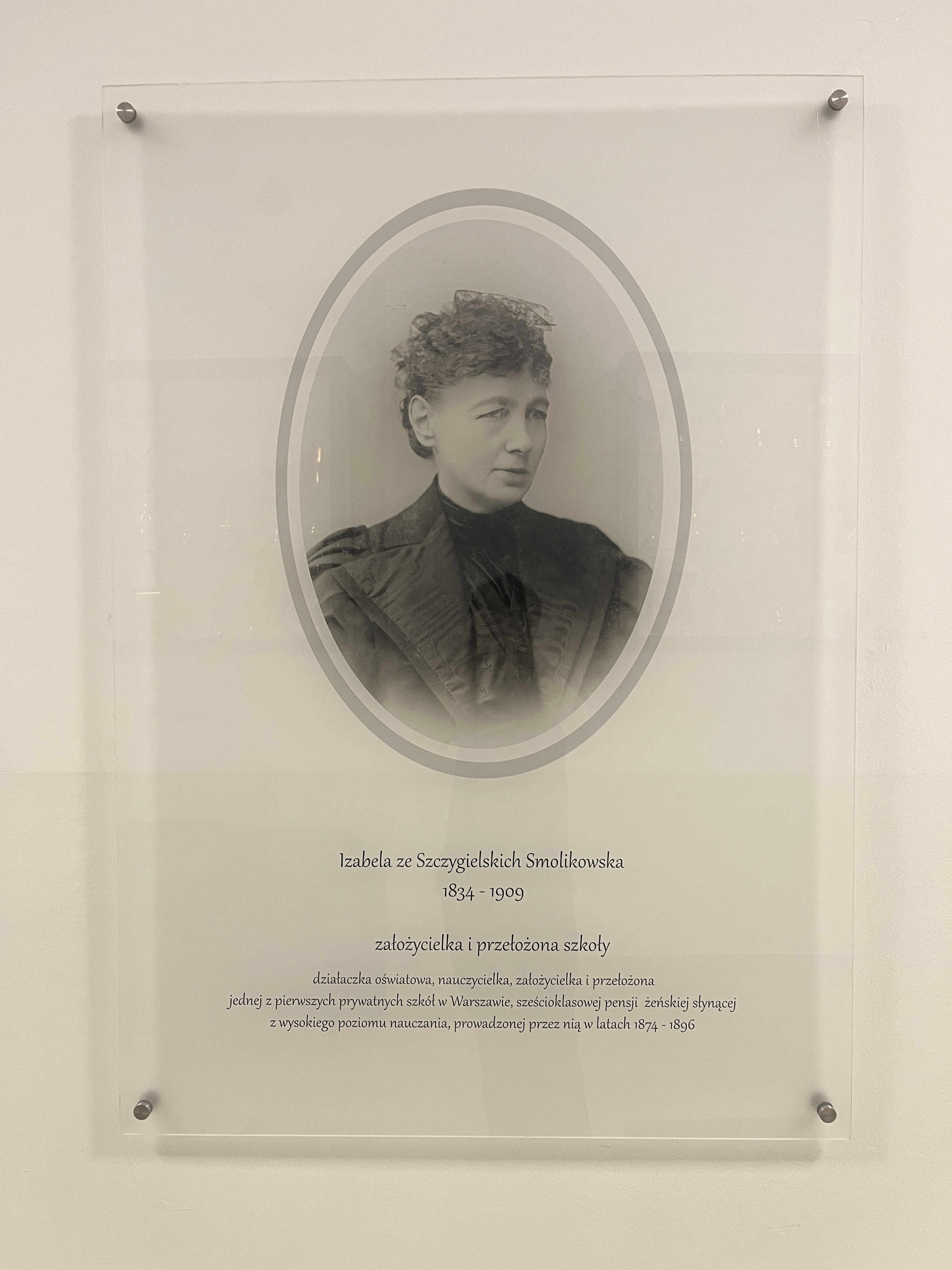
Tablica w IX LO im. K. Hoffmanowej w Warszawie upamiętniająca Izabelę Smolikowską

Urodziła się w 1834 r. jako córka Karola i Karoliny z Kurtzów małżonków Szczygielskich. W 1858 r. wyszła za mąż za inżyniera komunikacji Zygmunta Smolikowskiego. W 1895 r. zmarł jej jedyny syn. 
W 1852 r. ukończyła Aleksandryjski Instytut Wychowania Panien w Puławach. Otrzymała złoty medal. Uczestniczyła w kursach Narcyzy Żmichowskiej nazywanych „pogadankami pedagogicznymi”. Działała w ochronkach.
W 1874 r. założyła i z dniem 1 września otworzyła prywatną pensję dla kobiet, przekształconą później w Państwowe Gimnazjum Żeńskie im. Klementyny z Tańskich Hoffmanowej (dziś IX Liceum Ogólnokształcące im. Klementyny Hoffmanowej w Warszawie). W 1896 r. odsprzedała pensję Paulinie Hewelke, po czym zaczęła prowadzić kursy handlowe dla kobiet.
Zmarła w Warszawie 30 września 1909 r. Została pochowana na Starych Powązkach kw. 28 – 1 – 28/29.